# X战警 磁场原子人
《X战警 磁场原子人》是一款由卡普空制作和发行的格斗游戏。本作最初于1994年在CP System II街机上发行。之后移植至世嘉土星、DOS、PlayStation等平台。